# Heda Kolaříková
Heda Kolaříková (* 14. září 1921 Nemojov) byla česká a československá politička Komunistické strany Československa, poslankyně Sněmovny národů Federálního shromáždění a České národní rady za normalizace.

## Biografie
K roku 1969 se uvádí bytem v Jihlavě. Původní profesí byla obchodní příručí. Měla základní vzdělání a pracovala jako ředitelka n. p. Drobné zboží v Jihlavě. Bylo jí uděleno vyznamenání Za vynikající práci.
Po provedení federalizace Československa usedla v lednu 1969 do Sněmovny národů Federálního shromáždění a do České národní rady. Ve FS setrvala do konce funkčního období, tedy do voleb roku 1971. V ČNR pak mandát obhájila ve volbách roku 1971 a zasedala zde až do konce funkčního období, tedy do voleb roku 1976.
Od roku 1977 se Heda Kolaříková narozená roku 1921 uvádí v evidenci zájmových osob Státní bezpečnosti.